# Puchar Europy w Lekkoatletyce 1973 – finał kobiet
Finał pucharu Europy w lekkoatletyce w 1973 kobiet odbył się 7 września w Edynburgu. Wystąpiło sześć zespołów, które awansowały z trzech półfinałów.
Podczas zawodów ustanowiono dwa rekordy świata. Faina Mielnik uzyskała wynik 69,48 m w rzucie dyskiem, a Ruth Fuchs 66,10 m w rzucie oszczepem.

## Klasyfikacja generalna
| Poz. | Reprezentacja   | Punkty |
| ---- | --------------- | ------ |
| 1    | NRD             | 72     |
| 2    | ZSRR            | 52     |
| 3    | Bułgaria        | 50     |
| 4    | RFN             | 36     |
| 5    | Wielka Brytania | 36     |
| 5    | Rumunia         | 27     |

## Wyniki indywidualne
Kolorami oznaczono zawodniczki reprezentujące zwycięskie drużyny.

### Bieg na 100 metrów
| Lp. | Państwo         | Zawodniczka       | Wynik |
| --- | --------------- | ----------------- | ----- |
| 1.  | NRD             | Renate Stecher    | 11,25 |
| 2.  | RFN             | Annegret Richter  | 11,32 |
| 3.  | ZSRR            | Marina Sidorowa   | 11,40 |
| 4.  | Bułgaria        | Iwanka Wyłkowa    | 11,5  |
| 5.  | Wielka Brytania | Andrea Lynch      | 11,6  |
| 6.  | Rumunia         | Mariana Condovici | 11,9  |

### Bieg na 200 metrów
| Lp. | Państwo         | Zawodniczka       | Wynik |
| --- | --------------- | ----------------- | ----- |
| 1.  | NRD             | Renate Stecher    | 22,81 |
| 2.  | ZSRR            | Marina Sidorowa   | 22,93 |
| 3.  | Wielka Brytania | Helen Golden      | 23,14 |
| 4.  | RFN             | Annegret Kroniger | 23,39 |
| 5.  | Bułgaria        | Iwanka Wyłkowa    | 23,91 |
| 6.  | Rumunia         | Mariana Condovici | 24,34 |

### Bieg na 400 metrów
| Lp. | Państwo         | Zawodniczka          | Wynik |
| --- | --------------- | -------------------- | ----- |
| 1.  | NRD             | Monika Zehrt         | 51,75 |
| 2.  | Bułgaria        | Lilana Tomowa        | 52,33 |
| 3.  | ZSRR            | Nadieżda Kolesnikowa | 52,35 |
| 4.  | RFN             | Rita Wilden          | 53,57 |
| 5.  | Wielka Brytania | Verona Bernard       | 54,07 |
| 6.  | Rumunia         | Alexandrina Badescu  | 55,86 |

### Bieg na 800 metrów
| Lp. | Państwo         | Zawodniczka         | Wynik   |
| --- | --------------- | ------------------- | ------- |
| 1.  | NRD             | Gunhild Hoffmeister | 1:58,94 |
| 2.  | Bułgaria        | Swetła Złatewa      | 1:59,05 |
| 3.  | ZSRR            | Nijolė Sabaitė      | 2:02,17 |
| 4.  | RFN             | Hildegard Falck     | 2:04,29 |
| 5.  | Wielka Brytania | Rosemary Wright     | 2:04,91 |
| 6.  | Rumunia         | Natalia Andrei      | 2:07,51 |

### Bieg na 1500 metrów
| Lp. | Państwo         | Zawodniczka     | Wynik   |
| --- | --------------- | --------------- | ------- |
| 1.  | Bułgaria        | Tonka Petrowa   | 4:09,02 |
| 2.  | NRD             | Karin Krebs     | 4:09,37 |
| 3.  | ZSRR            | Ludmiła Bragina | 4:10,11 |
| 4.  | Wielka Brytania | Joan Allison    | 4:12,17 |
| 5.  | RFN             | Ellen Tittel    | 4:19,72 |
| 6.  | Rumunia         | Ileana Silai    | 4:21,55 |

### Bieg na 100 metrów przez płotki
| Lp. | Państwo         | Zawodniczka        | Wynik |
| --- | --------------- | ------------------ | ----- |
| 1.  | NRD             | Annelie Ehrhardt   | 12,95 |
| 2.  | Wielka Brytania | Judy Vernon        | 13,34 |
| 3.  | ZSRR            | Natalja Lebiediewa | 13,62 |
| 4.  | Bułgaria        | Sasza Warbanowa    | 13,84 |
| 5.  | RFN             | Uta Nolte          | 13,89 |
| 6.  | Rumunia         | Marioara Lazar     | 15,08 |

### Sztafeta 4 × 100 metrów
| Lp. | Państwo         | Zawodniczki                                                              | Wynik |
| --- | --------------- | ------------------------------------------------------------------------ | ----- |
| 1.  | NRD             | Petra Kandarr Renate Stecher Christina Heinich Doris Selmigkeit          | 42,95 |
| 2.  | RFN             | Elfgard Schittenhelm Inge Helten Annegret Richter Annegret Kroniger      | 43,68 |
| 3.  | Wielka Brytania | Elizabeth Sutherland Helen Golden Judy Vernon Andrea Lynch               | 44,78 |
| 4.  | Bułgaria        | Sofka Popowa Iwanka Wyłkowa Lilana Panajotowa Zdrawka Szipokliewa        | 45,03 |
| 5.  | ZSRR            | Nadieżda Biesfamilna Ludmiła Masłakowa Marina Sidorowa Galina Mitrochina | 45,13 |
| 6.  | Rumunia         | Carmen Ene Marioara Lazar Laura Ratz Mariana Condovici                   | 46,67 |

### Sztafeta 4 × 400 metrów
| Lp. | Państwo         | Zawodniczki                                                           | Wynik   |
| --- | --------------- | --------------------------------------------------------------------- | ------- |
| 1.  | NRD             | Waltraud Dietsch Renate Siebach Monika Zehrt Rita Kühne               | 3:28,66 |
| 2.  | ZSRR            | Nina Ziuśkowa Ingrīda Barkāne Natalja Kuliczkowa Nadieżda Kolesnikowa | 3:30,57 |
| 3.  | Bułgaria        | Zdrawka Trifonowa Lilana Tomowa Stefka Jordanowa Swetła Złatewa       | 3:31,89 |
| 4.  | Wielka Brytania | Dawn Webster Janette Roscoe Rosemary Wright Verona Bernard            | 3:34,81 |
| 5.  | RFN             | Erika Weinstein Christel Frese Dagmar Jost Rita Wilden                | 3:35,20 |
| 6.  | Rumunia         | Natalia Andrei Mariana Suman Niculina Lungu Alexandrina Badescu       | 3:48,03 |

### Skok wzwyż
| Lp. | Państwo         | Zawodniczka       | Wynik |
| --- | --------------- | ----------------- | ----- |
| 1.  | Bułgaria        | Jordanka Błagoewa | 1,84  |
| 2.  | NRD             | Rita Kirst        | 1,82  |
| 3.  | Rumunia         | Virginia Ioan     | 1,80  |
| 3.  | Wielka Brytania | Barbara Lawton    | 1,80  |
| 3.  | ZSRR            | Galina Fiłatowa   | 1,80  |
| 6.  | RFN             | Renate Gärtner    | 1,76  |

### Skok w dal
| Lp. | Państwo         | Zawodniczka          | Wynik  |
| --- | --------------- | -------------------- | ------ |
| 1.  | NRD             | Angela Schmalfeld    | 6,63 w |
| 2.  | Rumunia         | Viorica Viscopoleanu | 6,39   |
| 3.  | Wielka Brytania | Ruth Martin-Jones    | 6,30 w |
| 4.  | ZSRR            | Margarita Treinytė   | 6,28   |
| 5.  | RFN             | Gunhild Hetzel       | 6,16   |
| 6.  | Bułgaria        | Nediałka Angełowa    | 6,07   |

### Pchnięcie kulą
| Lp. | Państwo         | Zawodniczka        | Wynik |
| --- | --------------- | ------------------ | ----- |
| 1.  | ZSRR            | Nadieżda Cziżowa   | 20,77 |
| 2.  | Bułgaria        | Iwanka Christowa   | 19,23 |
| 3.  | NRD             | Marita Lange       | 18,81 |
| 4.  | Rumunia         | Valentina Cioltan  | 17,52 |
| 5.  | Wielka Brytania | Brenda Bedford     | 14,85 |
| 6.  | RFN             | Brigitte Berendonk | 14,69 |

### Rzut dyskiem
| Lp. | Państwo         | Zawodniczka       | Wynik |
| --- | --------------- | ----------------- | ----- |
| 1.  | ZSRR            | Faina Mielnik     | 69,48 |
| 2.  | Rumunia         | Argentina Menis   | 64,16 |
| 3.  | NRD             | Gabriele Hinzmann | 63,76 |
| 4.  | RFN             | Liesel Westermann | 58,76 |
| 5.  | Bułgaria        | Swetła Bożkowa    | 58,66 |
| 6.  | Wielka Brytania | Rosemary Payne    | 54,58 |

### Rzut oszczepem
| Lp. | Państwo         | Zawodniczka     | Wynik |
| --- | --------------- | --------------- | ----- |
| 1.  | NRD             | Ruth Fuchs      | 66,10 |
| 2.  | Bułgaria        | Lutwian Mołłowa | 60,30 |
| 3.  | RFN             | Ameli Koloska   | 55,46 |
| 4.  | Rumunia         | Éva Zörgő       | 53,60 |
| 5.  | ZSRR            | Elvīra Ozoliņa  | 53,20 |
| 6.  | Wielka Brytania | Sharon Corbett  | 52,22 |